# وليام جودسون هولواي
وليام جودسون هولواي (بالإنجليزية: William J. Holloway)‏ هو سياسي أمريكي ينتمي إلى الحزب الديمقراطي. ولد وليام جودسون هولواي في 15 ديسمبر من سنة 1888 في ولاية أركنساس الأمريكية شغل هولواي منصب نائب حاكم ولاية أوكلاهوما ما بين الأعوام 1927 إلى عام 1929 أصبح وليام جودسون هولواي حاكما على ولاية أوكلاهوما الأمريكية في 20 مارس من سنة 1929 واستمر في منصبه كحاكم على ولاية أوكلاهوما إلى 12 يناير من سنة 1931 توفي هولواي في 28 يناير من سنة 1970 في ولاية أوكلاهوما الأمريكية.